# Třebonín
Třebonín är en ort i Tjeckien.   Den ligger i regionen Mellersta Böhmen, i den centrala delen av landet, 70 km öster om huvudstaden Prag. Třebonín ligger 337 meter över havet och antalet invånare är 128.
Terrängen runt Třebonín är lite kuperad. Runt Třebonín är det ganska glesbefolkat, med 31 invånare per kvadratkilometer. Närmaste större samhälle är Kolín, 19,3 km norr om Třebonín. Trakten runt Třebonín består till största delen av jordbruksmark.